# Perraultite
La perraultite è un minerale monoclino-sferoidale di colore arancione marrone composto da bario, calcio, fluoro, idrogeno ferro, manganese, niobio, ossigeno, potassio, silicio e titanio. Il nome è un omaggio a Guy Perrault dell'Ecole Polytechnique, Montreal, Canada, per il suo lavoro sulla mineralogia del monte Saint-Hilarie. 

## Morfologia
Si presenta in piccoli cristalli prismatici fino a 0,5 mm in depositi di pegmatite in sienite a nefelina in associazione con kupletskite, catapleiite, microclino, albite, egirina, rodocrosite, natrolite, tetranatrolite, lorenzenite, polylithionite, ancylite, fluorite, calcite e pirocloro. I cristalli sono di solito geminati.

## Origine e giacitura
È diffuso sul monte Saint-Hilaire, Quebec, Canada dove è stato scoperto nel 1984. Si trova in depositi di pegmatite.